# Phaonia fusca
Phaonia fusca är en tvåvingeart som först beskrevs av Meade 1897.  Phaonia fusca ingår i släktet Phaonia och familjen husflugor. Inga underarter finns listade i Catalogue of Life.